# Cambroraster

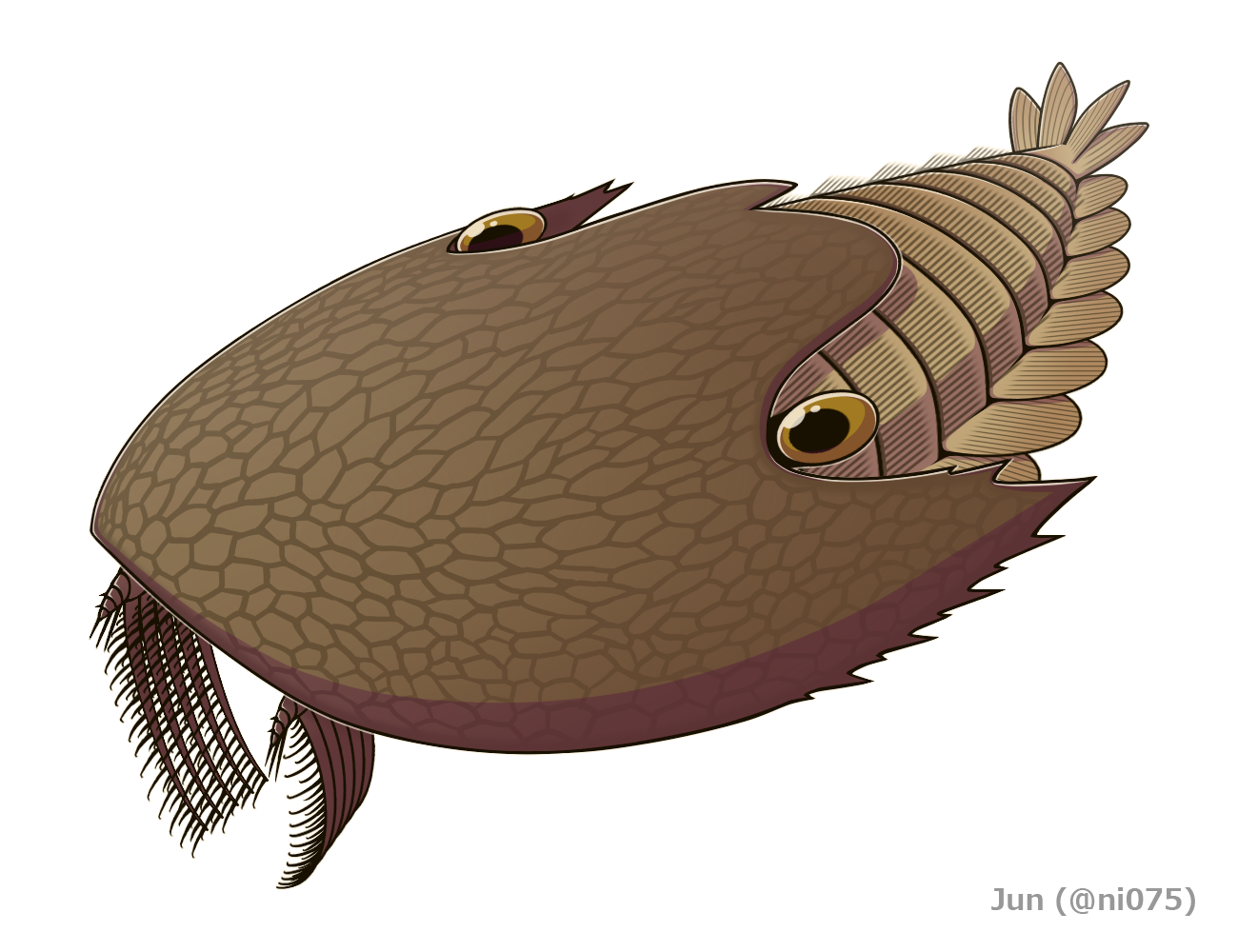
Reconstrucción de Cambroraster

Cambroraster es un género monotípico extinto de radiodontos húrdidos que data del Cámbrico medio. Está representado por la única especie formalmente descrita Cambroraster falcatus. Se encontraron cientos de especímenes en el esquisto de Burgess que posteriormente se describieron en 2019. Cambroraster era un animal grande (para su época) de hasta 30 cm de longitud, solamente superado por Titanokorys, de 50 cm, estaba caracterizado por un presentar un caparazón dorsal significativamente agrandado en forma de herradura, y presumiblemente se alimentaba tamizando el sedimento con sus placas dentales bien desarrolladas (cono oral) y sus apéndices frontales cortos con espinas ganchudas, aunque estudios proponen que dichos apéndices pudieron haber sido más útiles para recoger partículas teniendo una alimentación por filtración que para tamizar los sedimentos. Su nombre se debe en parte al ficticio Halcón Milenario, al que se asemeja su caparazón dorsal.
Se conoce una segunda especie de Cambroraster procedente de la biota de Chengjiang, en el sur de China, lo que la convierte en el primer húrdido no controvertido del Cámbrico de China. Esta especie sólo se conoce a partir de un caparazón dorsal juvenil, por lo que no se le dio un nombre específico.